# Rodolfo Fernández-Ramírez
Rodolfo Fernández-Ramírez (né à Santurce, quartier de San Juan, le 17 janvier 1929,, et décédé le 15 avril 2011) est un architecte américain de Porto Rico.

## Biographie
Rodolfo Fernández-Ramírez est né le 17 janvier 1929 à Santurce, quartier de San Juan. Il y passe ses études jusqu’en 1947.
Il étudie ensuite à Mexico au Mexique, où il obtient son Bachelor of Arts en 1949 à l’Academia Hispano Mexicana, et son Master en Architecture en 1955 à l’Universidad Nacional de México (es) (nom d’alors de l’UNAM). Durant cette période, il travaille pour l’architecte Jorge González Reyna (es) en tant que dessinateur de 1950 à 1953, et pour l’ingénieur (et architecte) Luis Barragán en tant qu’architecte de 1953 à 1955.
Il revient ensuite à Porto Rico, où il travaille de 1956 à 1958 pour la firme Toro & Ferrer (en) (de Miguel Ferrer et Osvaldo Toro), puis à son compte après 1958, à son agence à Hato Rey (en). Il est membre de l’American Institute of Architects du 1er décembre 1966 à 1991,.

## Principales œuvres
Un rapide résumé de sa carrière le crédite :
- du quartier général de la police de Porto Rico ;
- du Medina Center ;[précision nécessaire]
- du centre des Beaux-Arts Luis-A.-Ferré (es) de Santurce ; et de sa salle symphonique Pablo-Casals ;
- du sanctuaire Notre-Dame-Mère-de-la-Divine-Providence de Cupey, toujours en aménagement en 2015.

La revue d’architecture portoricaine Urbe lui remet un prix d’Architecture des édifices de bureaux et commerces en 1968, pour le projet de la tour de bureaux Avianca située au 1612, avenue Juan-Ponce-de-León (es) à Santurce. La même revue lui a précédemment consacré un article en 1963, qui présente divers de ses projets, réalisés ou non.
L’un de ses immeubles à Río Piedras, nommé San Antonio, est donné comme exemple des transformations à moyen terme des architectures modernes par la revue Entorno. Sa barre d’immeuble Surfside Mansions à Carolina est principalement connue pour sa mosaïque Neptune et la sirène de l’artiste portoricain Augusto Marín (1921-2011).